# Tancuj, tancuj, tancuj
Tancuj, tancuj, tancuj (japonsky ダンス・ダンス・ダンス, Dansu dansu dansu) je šestý román japonského spisovatele Harukiho Murakamiho, vydaný v nakladatelském domu Kódanša v roce 1988, který zakončil čtyřdílný románový cyklus. Navázal tak na autorovu prvotinu Poslouchej, co zpívá vítr (1979), Pinball, 1973 (1980) a Hon na ovci (1982).  
Děj postmoderní knihy s prvky magického realismu pokračuje v odvíjení příběhu  bezejmenného tokijského podnikatele. Puzen vnitřním voláním záhadné zmizelé přítelkyně přijíždí do jejich sapporského hotelu a následně se vydává na Havaj. Zejména na pozadí vztahů s kamarádem ze střední školy, známým hercem Gotandou, a náctiletou dívkou Juki, dochází hlavní hrdina po existenčních pádech ke smysluplnému a konečně konstruktivnímu přístupu k životu. 
Česky román vyšel v roce 2021 v nakladatelství Odeon jako součást edice Světová knihovna. Překladu se zhostil dvorní Murakamiho překladatel Tomáš Jurkovič.